# Monterosa Ski
Monterosa Ski est un domaine skiable italien, situé entre les vallées valdôtaines d'Ayas et du Lys, et la vallée piémontaise du Sesia. Le nom du domaine provient du massif du Mont Rose, dont plusieurs sommets dépassant les 4 000 m d'altitude sont visibles depuis le domaine.
Les 3 domaines de Champoluc, Gressoney-La-Trinité et Alagna Valsesia sont reliés skis aux pieds et forment le domaine principal. Plusieurs autres domaines, non reliés entre eux autrement que par la route, complètent l'offre touristique: Antagnod et Brusson dans la vallée rejoignant Champoluc (le val d'Ayas), et encore Gressoney-Saint-Jean dans la vallée rejoignant Gressoney-La-Trinité (la vallée du Lys. Champorcher en fait aussi officiellement partie, quoique cette station soit située dans une vallée bien plus éloignée.
Le Val d'Ayas et la Vallée du Lys sont reliées par le Col du Bätt par un télésiège. La liaison avec le Valsesia est assurée par le Col des Salati.

## Domaine skiable
Près de 180 kilomètres de pistes sont à la disposition des skieurs, avec 33 remontées mécaniques qui remontent d'une altitude minimum de 1 212 mètres (Alagna Valsesia) jusqu'à 2 970 mètres (Col des Salati). Les pistes du Valsesia, notamment, sont réputées auprès des amateurs du hors-piste et du ski de randonnée.
Depuis le 11 janvier 2014, est à l'étude un projet visant à unifier les pistes de Breuil-Cervinia à celles de Monterosa Ski afin de créer un gigantesque complexe skiable.

## Les localités
Les communes comprises dans le domaine sont :
- Ayas-Antagnod
- Ayas-Champoluc
- Brusson
- Gressoney-La-Trinité
- Gressoney-Saint-Jean
- Alagna Valsesia
- Alpe di Mera